# Disraeli (1929)
Disraeli é um filme estadunidense de 1929, do gênero drama, dirigido por Alfred E. Green e estrelado por George Arliss e Doris Lloyd.

## Produção
Rodado numa época de transição entre o cinema mudo e o falado, Disraeli foi um grande sucesso de público, apesar do som primitivo, o que mostrou aos estúdios que os espectadores estavam interessados também em produções mais sérias que musicais e comédias sonoros.
O filme se debruça sobre a vida de Benjamin Disraeli, que foi duas vezes Primeiro ministro do Reino Unido, mas concentra-se em sua disputa com a Rússia pelo controle do Canal de Suez. Como já era comum na época, a película providencia um interesse romântico para o biografado, assim como enfatiza sua fama de casamenteiro.
Baseado em peça de Louis N. Parker, Disraeli não consegue esconder suas origens teatrais nem o estilo histriônico de interpretação, típico da era muda. Ainda assim, aos 65 anos de idade, George Arliss, também com sólidas raízes no palco, recebeu o Oscar de Melhor Ator, neste que é seu primeiro filme sonoro. A Academia concedeu à produção outras duas indicações, nas categorias de Melhor Filme e Melhor Roteiro Adaptado.
Maior sucesso da carreira de Arliss, o filme traz no elenco Florence Arliss, no papel da esposa de Disraeli. O casal costumava atuar junto no teatro e anteriormente já havia interpretado os mesmos papéis na versão silenciosa de Disraeli, realizada em 1921.

## Sinopse
Disraeli, Primeiro Ministro do Reino Unido, acredita que o Canal de Suez é a chave para que o Império Britânico mantenha seus domínios no Oriente, porém sua tentativa de comprá-lo é frustrada pelos seu adversários liberais.  Recolhido à sua casa no campo, ele traça um novo plano, ciente de que a Rússia também tem interesse no canal.

## Premiações
| Prêmio           | Categoria                                                        | Situação                   |
| ---------------- | ---------------------------------------------------------------- | -------------------------- |
| Oscar            | Melhor Filme Melhor Ator (George Arliss) Melhor Roteiro Adaptado | Indicado Vencedor Indicado |
| Photoplay Awards | Medalha de Honra                                                 | Vencedor                   |

- Film Daily: 10 Melhores Filmes de 1929
- New York Times: 10 Melhores Filmes de 1929

## Elenco
| Ator/Atriz       | Personagem        |
| ---------------- | ----------------- |
| George Arliss    | Benjamin Disraeli |
| Doris Lloyd      | Senhora Travers   |
| David Torrence   | Lorde Probert     |
| Joan Bennett     | Clarissa          |
| Florence Arliss  | Lady Beaconsfield |
| Anthony Bushell  | Charles           |
| Michael Visaroff | Conde Borsinov    |